# Riforma universitaria argentina del 1918

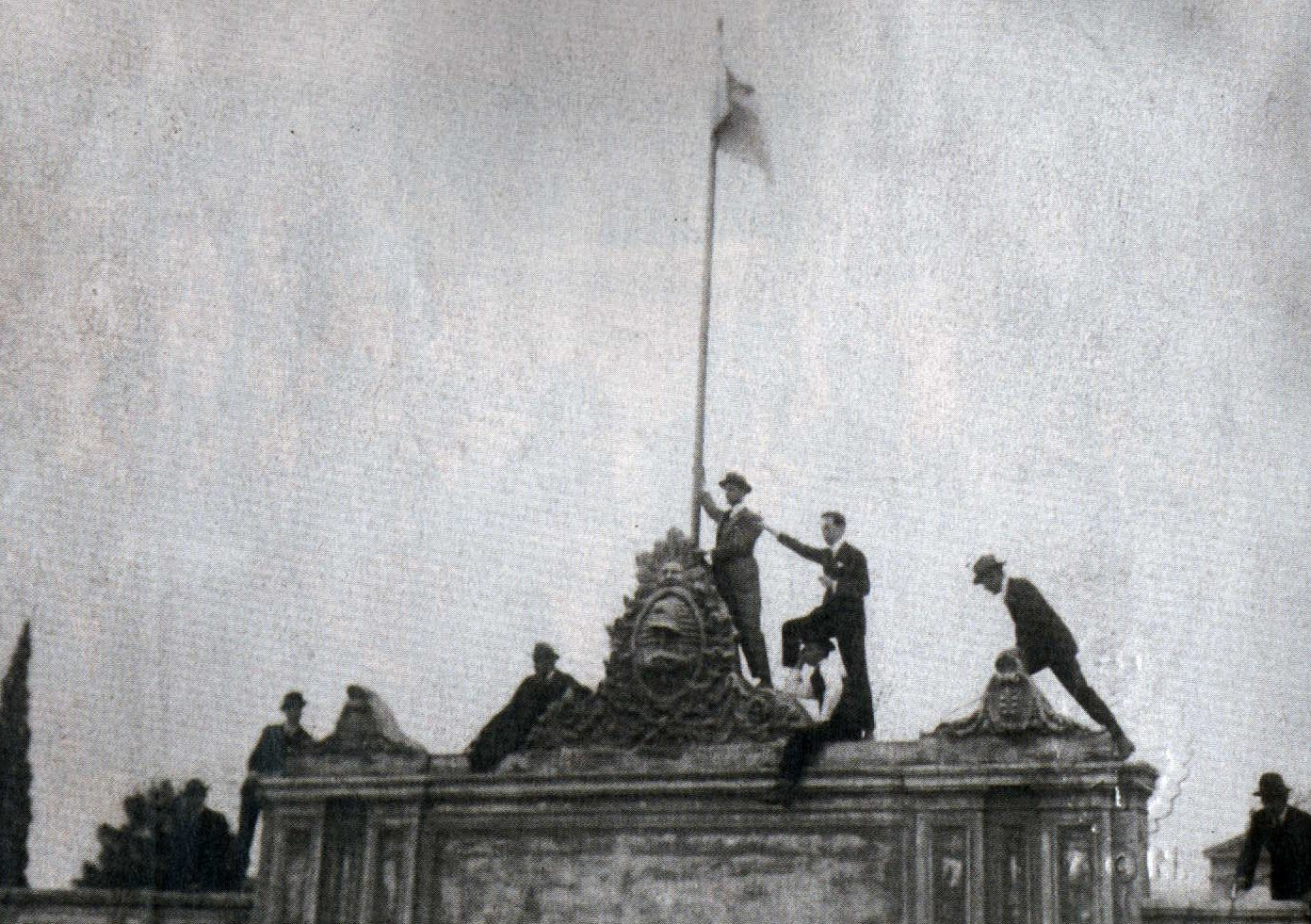
Gli studenti pongono la bandiera argentina sul tetto dell'Università di Córdoba.

La riforma universitaria argentina fu un movimento studentesco, sorto nel 1918 nell'Università di Córdoba in Argentina e diffusosi poi nelle altre università del Paese e dell'America Latina, che portò alla modernizzazione del sistema universitario, introducendo maggiore autonomia per le università nella determinazione dei propri programmi e nella gestione delle proprie risorse.

## Antefatti
Fin dalla fondazione da parte dei Gesuiti della prima università dell'Argentina nel XVII secolo, il controllo dell'istruzione era appannaggio del clero e delle classi più elevate, che selezionavano il personale dirigente delle università. L'insegnamento, influenzato dalla dottrina della Chiesa, [- La Chiesa Cattolica, vedere Evoluzionismo e Chiesa Cattolica. Non era completamente contro la teoria di Darwin. All'ora perché? Forse era il pensiero di quei Gesuiti e non di tutta la Chiesa Cattolica? Forse non c'erano abbastanza prove a sostegno della teoria di Darwin? Forse per rispetto, il Loro, dei Gesuiti senso del rispetto verso Dio e verso la Bibbia? Forse per non litigare coi Cristiani Protestanti e per non turbare eventuali Islamici ed Ebrei? Ecco, forse perché] respingeva le idee moderne come la teoria di Darwin dell'evoluzione.
Sul finire del XIX secolo, l'immigrazione di massa degli europei portò nel Paese nuove idee, che si contrapponevano alle vecchie oligarchie conservatrici. Nel 1918 gli studenti dell'Università di Córdoba, una delle università più conservatrici dell'Argentina, diedero avvio alla protesta per invocare una revisione degli statuti universitari che rendesse il sistema più moderno e democratico.

## Richieste
Alle istituzioni gli studenti chiedevano:
- Autonomia delle università: diritto delle università di determinare i propri assetti e i propri programmi senza ingerenze da parte dello Stato o di altre istituzioni;
- Cogestione: gestione partecipata e paritaria tra tutti i componenti della comunità accademica;
- Modernizzazione scientifica: revisione dei programmi al fine di accogliere le moderne teorie scientifiche;
- Eliminazione delle tasse universitarie: diritto di ciascun studente di accedere all'istruzione universitaria;
- Secolarizzazione: emancipazione dell'insegnamento universitario dalla dottrina cattolica.

## Conseguenze
Le manifestazioni studentesche costrinsero il Presidente Hipólito Yrigoyen a varare, il 12 ottobre 1918, un decreto che accoglieva gran parte delle richieste degli studenti. Le innovazioni dell'Università di Córdoba furono ben presto recepite in altre importanti università, come l'Università di Buenos Aires, l'Università Nazionale de La Plata, l'Università Nazionale di Tucumán e l'Università Nazionale del Litoral, e si diffusero in altri Paesi latinoamericani, quali Perù, Cile, Cuba, Colombia, Guatemala e Uruguay.